# Submarin clasa Akula

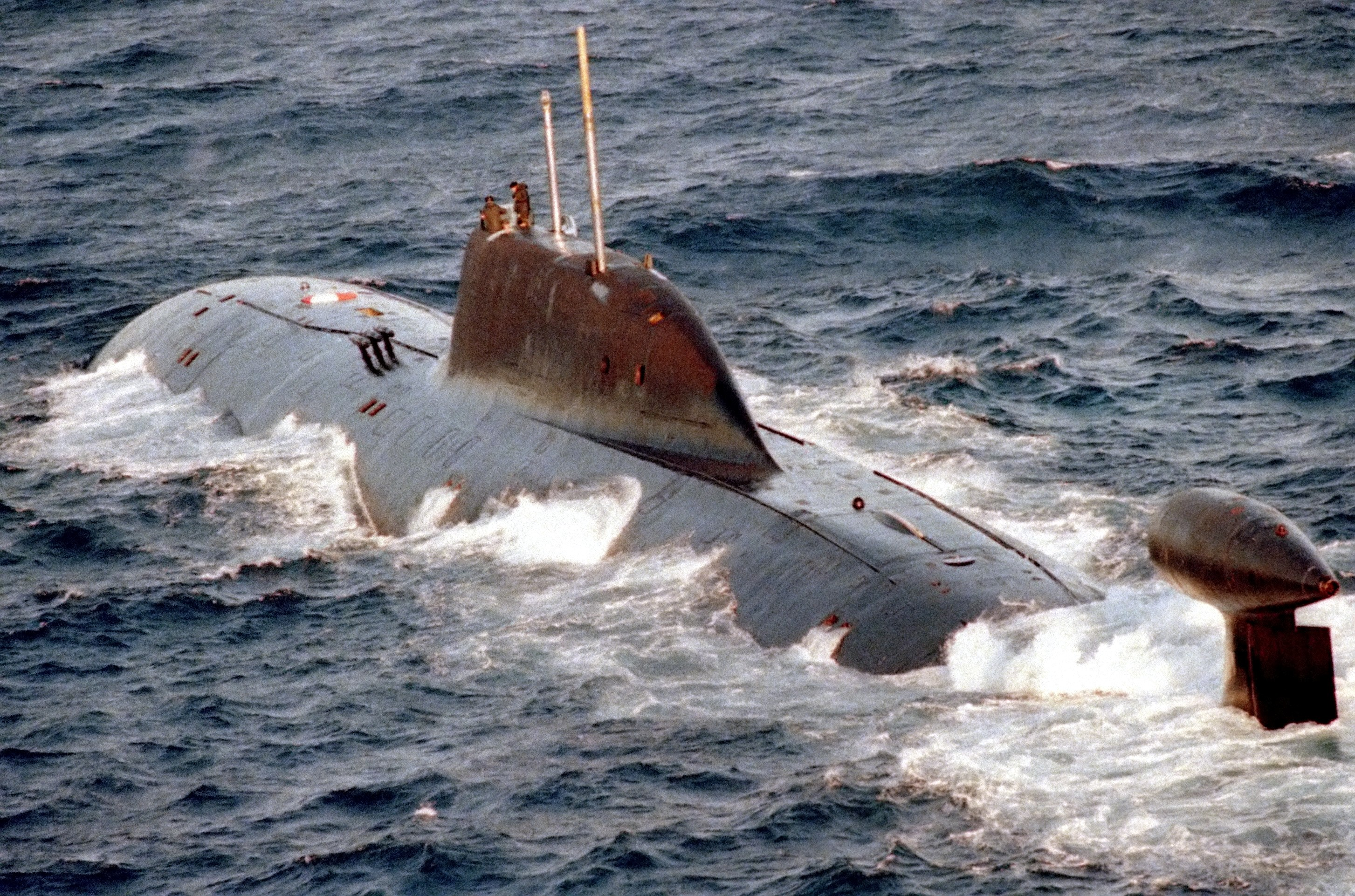
Submarin clasa Akula

Proiectul 971 Щука-Б (Șciuka-B, 'Șciuka' însemnând știucă, denumirea NATO "Akula"), Clasa Akula este un tip de submarin cu propulsie nucleară, cu rolul de vânătoare/atac, care a fost introdus în Marina sovietică în 1986. A se avea în vedere că Akula ("rechin" în rusă) este denumirea sovietică pentru clasa de submarine cu rachete balistice care a primit de la NATO denumirea Submarin clasa Typhoon.